# Agram, die Hauptstadt Kroatiens
Agram, die Hauptstadt Kroatiens (hrv. Zagreb, glavni grad Hrvatske) je hrvatsko-njemački dokumentarni film Oktavijana Miletića iz 1943. godine koji je sniman u Nezavisnoj Državi Hrvatskoj. Produciralo ga je njemačko filmsko društvo Tobis Filmkunst GmbH.
Film je sniman u razdoblju između 1942. i 1943. godine i u njemu su se prikazivala društvena i ostala zbivanja u Zagrebu kao glavnom gradu Nezavisne Države Hrvatske: Zagrebačka katedrala, crkva sv. Marka u Zagrebu, Gornji grad, Trg bana Jelačića, svakodnevnica ljudi na glavnom gradskom trgu, izgradnja bolnice Rebro, izgradnja zagrebačke džamije, Tomislavov trg, hrvatski slikari i kipari koji slikaju i klešu kipove, Hrvatsko narodno kazalište te fragmenti baleta Licitarsko srce.
Film nije bio ozvučen te je ostao nedovršen, poslan je u državni arhiv Trećeg Reicha (Reichsfilmarchiv) gdje je ostao sve do 1945. godine. Nakon pada Berlina odnesen u Sovjetski Savez gdje se čuvao sve do 1990. godine kada je vraćen njemačkom filmskom arhivu (Bundesfilmarchiv). Godine 2008., film je u arhivu otkrio Daniel Rafaelić. Zagrebački filmski festival ga iste godine predstavlja hrvatskoj publici, uz pomoć Bundesfilmarchiva, koji je film restaurirao, a izvornik darovao Hrvatskoj kinoteci.